# Барнсторф
Барнсторф (њем. Barnstorf) општина је у њемачкој савезној држави Доња Саксонија. Једно је од 47 општинских средишта округа Дипхолц. Према процјени из 2010. у општини је живјело 5.913 становника. Посједује регионалну шифру (AGS) 3251005.

## Географски и демографски подаци
Барнсторф се налази у савезној држави Доња Саксонија у округу Дипхолц. Општина се налази на надморској висини од 29 метара. Површина општине износи 52,4 km². У самом мјесту је, према процјени из 2010. године, живјело 5.913 становника. Просјечна густина становништва износи 113 становника/km².